# Сварозеро (деревня)
Сварозеро — деревня в Каргопольском районе Архангельской области. Входит в состав У́хотского сельского поселения.

## География
Располагается на берегу одноимённого озера. Находится в 56 км от города Каргополь и в 404 км от Архангельска. Близ территории поселения проходит автотрасса Р1. Высота центра селения над уровнем моря — 141 м.

## Название
Название Сварозеро возможно происходит от славянского слова Сварог, обозначающего божество у восточных славян.
Корни слова Сварог просматриваются в семье индоевропейских языков.
Возможно название принесли новгородские славяне, когда осваивали северные земли в районе нынешней Архангельской области.

## Население
| 2002 | 2010 | 2012 |
| ---- | ---- | ---- |
| 42   | ↘25  | ↘22  |

## Известные уроженцы
- Курёхин, Иван Тимофеевич (1897—1951) — советский военный финансист, генерал-майор.